# 1319
Il 1319 (MCCCXIX in numeri romani) è un anno  del XIV secolo.

## Eventi
- San Bernardo de' Tolomei isitituisce l'ordine degli Olivetani.
- Consacrazione della Basilica Cattedrale di San Pardo a Larino.
- 23 luglio - Al largo di Chio i Cavalieri Ospitalieri sconfiggono una flotta del Emirato degli Aydinidi.

## Nati
- 26 aprile - Giovanni II di Francia, re francese († 1364)
- 5 settembre - Pietro IV d'Aragona, re († 1387)
- Alberto II il Bello di Norimberga, nobile tedesco († 1361)
- Andrea di Bonaiuto, pittore italiano († 1377)
- Giovanni Attendolo, nobile italiano
- Giulia Della Rena, religiosa italiana († 1367)
- Filippo III di Namur, marchese († 1337)
- Pietro Gambacorti, nobile italiano († 1392)
- Giacomo I di Borbone-La Marche, conte († 1362)
- Giovanna di Penthièvre, nobile francese († 1384)
- Pierre de la Jugée, cardinale e arcivescovo cattolico francese († 1376)
- Andrea da Faenza, architetto, religioso e presbitero italiano († 1396)
- Leonardo Montaldo, doge († 1384)
- Niccolò da Montefeltro, condottiero italiano († 1367)
- Stefano II di Baviera, duca tedesco († 1375)
- Mariano IV d'Arborea († 1375)

## Morti
- 5 marzo - Giovanni II del Viennois, nobile francese
- 12 marzo - Giustina Francucci Bezzoli, religiosa italiana (n. 1260)
- 8 maggio - Haakon V di Norvegia, re (n. 1270)
- 19 maggio - Luigi d'Évreux, nobile (n. 1276)
- 25 giugno - Giovanni di Castiglia, principe (n. 1262)
- 25 giugno - Pietro di Castiglia, principe spagnolo (n. 1290)
- 12 agosto - Rodolfo I di Baviera, duca (n. 1274)
- 14 agosto - Valdemaro di Brandeburgo, nobile tedesco
- 9 settembre - Guglielmo Longhi, cardinale italiano
- 1º novembre - Uguccione della Faggiola, militare italiano
- 3 novembre - Simone Balacchi, religioso italiano
- 11 novembre - Beatrice di Lussemburgo, nobile ungherese (n. 1305)
- 13 novembre - Eric VI di Danimarca, re (n. 1274)
- Ermanno IV di Weimar-Orlamünde, nobile tedesco
- Guan Daosheng, pittrice e poetessa cinese (n. 1262)
- Ingeborg Magnusdotter di Svezia, regina danese (n. 1277)
- Bertoldo Orsini, politico italiano
- Richilda Ramberti, nobile italiana (n. 1269)
- Remigio dei Girolami, religioso italiano (n. 1247)
- Teodisio Revelli, vescovo cattolico italiano
- Caterina Spinola, nobildonna italiana
- Bernardo VI d'Armagnac, nobile francese
- Maria di Cipro, regina cipriota (n. 1273)

## Calendario
| Calendario 1319 | Calendario 1319 | Calendario 1319 | Calendario 1319 | Calendario 1319 | Calendario 1319 | Calendario 1319 | Calendario 1319 | Calendario 1319 | Calendario 1319 | Calendario 1319 | Calendario 1319 | Calendario 1319 | Calendario 1319 | Calendario 1319 | Calendario 1319 | Calendario 1319 | Calendario 1319 | Calendario 1319 | Calendario 1319 | Calendario 1319 | Calendario 1319 | Calendario 1319 | Calendario 1319 | Calendario 1319 | Calendario 1319 | Calendario 1319 | Calendario 1319 | Calendario 1319 | Calendario 1319 | Calendario 1319 | Calendario 1319 | Calendario 1319 |
| --------------- | --------------- | --------------- | --------------- | --------------- | --------------- | --------------- | --------------- | --------------- | --------------- | --------------- | --------------- | --------------- | --------------- | --------------- | --------------- | --------------- | --------------- | --------------- | --------------- | --------------- | --------------- | --------------- | --------------- | --------------- | --------------- | --------------- | --------------- | --------------- | --------------- | --------------- | --------------- | --------------- |
|                 | 1               | 2               | 3               | 4               | 5               | 6               | 7               | 8               | 9               | 10              | 11              | 12              | 13              | 14              | 15              | 16              | 17              | 18              | 19              | 20              | 21              | 22              | 23              | 24              | 25              | 26              | 27              | 28              | 29              | 30              | 31              |                 |
| Gennaio         | Lu              | Ma              | Me              | Gi              | Ve              | Sa              | Do              | Lu              | Ma              | Me              | Gi              | Ve              | Sa              | Do              | Lu              | Ma              | Me              | Gi              | Ve              | Sa              | Do              | Lu              | Ma              | Me              | Gi              | Ve              | Sa              | Do              | Lu              | Ma              | Me              |                 |
| Febbraio        | Gi              | Ve              | Sa              | Do              | Lu              | Ma              | Me              | Gi              | Ve              | Sa              | Do              | Lu              | Ma              | Me              | Gi              | Ve              | Sa              | Do              | Lu              | Ma              | Me              | Gi              | Ve              | Sa              | Do              | Lu              | Ma              | Me              |                 |                 |                 |                 |
| Marzo           | Gi              | Ve              | Sa              | Do              | Lu              | Ma              | Me              | Gi              | Ve              | Sa              | Do              | Lu              | Ma              | Me              | Gi              | Ve              | Sa              | Do              | Lu              | Ma              | Me              | Gi              | Ve              | Sa              | Do              | Lu              | Ma              | Me              | Gi              | Ve              | Sa              |                 |
| Aprile          | Do              | Lu              | Ma              | Me              | Gi              | Ve              | Sa              | Do              | Lu              | Ma              | Me              | Gi              | Ve              | Sa              | Do              | Lu              | Ma              | Me              | Gi              | Ve              | Sa              | Do              | Lu              | Ma              | Me              | Gi              | Ve              | Sa              | Do              | Lu              |                 |                 |
| Maggio          | Ma              | Me              | Gi              | Ve              | Sa              | Do              | Lu              | Ma              | Me              | Gi              | Ve              | Sa              | Do              | Lu              | Ma              | Me              | Gi              | Ve              | Sa              | Do              | Lu              | Ma              | Me              | Gi              | Ve              | Sa              | Do              | Lu              | Ma              | Me              | Gi              |                 |
| Giugno          | Ve              | Sa              | Do              | Lu              | Ma              | Me              | Gi              | Ve              | Sa              | Do              | Lu              | Ma              | Me              | Gi              | Ve              | Sa              | Do              | Lu              | Ma              | Me              | Gi              | Ve              | Sa              | Do              | Lu              | Ma              | Me              | Gi              | Ve              | Sa              |                 |                 |
| Luglio          | Do              | Lu              | Ma              | Me              | Gi              | Ve              | Sa              | Do              | Lu              | Ma              | Me              | Gi              | Ve              | Sa              | Do              | Lu              | Ma              | Me              | Gi              | Ve              | Sa              | Do              | Lu              | Ma              | Me              | Gi              | Ve              | Sa              | Do              | Lu              | Ma              |                 |
| Agosto          | Me              | Gi              | Ve              | Sa              | Do              | Lu              | Ma              | Me              | Gi              | Ve              | Sa              | Do              | Lu              | Ma              | Me              | Gi              | Ve              | Sa              | Do              | Lu              | Ma              | Me              | Gi              | Ve              | Sa              | Do              | Lu              | Ma              | Me              | Gi              | Ve              |                 |
| Settembre       | Sa              | Do              | Lu              | Ma              | Me              | Gi              | Ve              | Sa              | Do              | Lu              | Ma              | Me              | Gi              | Ve              | Sa              | Do              | Lu              | Ma              | Me              | Gi              | Ve              | Sa              | Do              | Lu              | Ma              | Me              | Gi              | Ve              | Sa              | Do              |                 |                 |
| Ottobre         | Lu              | Ma              | Me              | Gi              | Ve              | Sa              | Do              | Lu              | Ma              | Me              | Gi              | Ve              | Sa              | Do              | Lu              | Ma              | Me              | Gi              | Ve              | Sa              | Do              | Lu              | Ma              | Me              | Gi              | Ve              | Sa              | Do              | Lu              | Ma              | Me              |                 |
| Novembre        | Gi              | Ve              | Sa              | Do              | Lu              | Ma              | Me              | Gi              | Ve              | Sa              | Do              | Lu              | Ma              | Me              | Gi              | Ve              | Sa              | Do              | Lu              | Ma              | Me              | Gi              | Ve              | Sa              | Do              | Lu              | Ma              | Me              | Gi              | Ve              |                 |                 |
| Dicembre        | Sa              | Do              | Lu              | Ma              | Me              | Gi              | Ve              | Sa              | Do              | Lu              | Ma              | Me              | Gi              | Ve              | Sa              | Do              | Lu              | Ma              | Me              | Gi              | Ve              | Sa              | Do              | Lu              | Ma              | Me              | Gi              | Ve              | Sa              | Do              | Lu              |                 |